# Giacinto Scelsi
Pour les articles homonymes, voir Scelsi.
Giacinto Francesco Maria Scelsi (prononcé : [dʒaˈtʃinto ˈʃɛlsi]), né le 8 janvier 1905 à La Spezia et mort le 9 août 1988 à Rome, est un compositeur et un poète italien.

## Biographie
Issu de la noblesse italienne, Giacinto Scelsi reçoit en compagnie de sa sœur Isabella une éducation particulière, qu'il qualifia lui-même de "médiévale". Ses leçons de musique furent toutes en cours particuliers, d'abord à Rome auprès de Giacinto Sallustio, puis à Vienne avec Walter Klein, élève de Schoenberg. Il s'intéresse également aux théories de Scriabine. Il se rend fréquemment en Suisse et en France (Scelsi maîtrisait parfaitement la langue de Molière, au point d'écrire des poèmes en français), où il se lie d'amitié avec Jean Cocteau, Norman Douglas, Mimì Franchetti, Virginia Woolf… La création en 1931 de Rotativa sous la direction de Pierre Monteux à la Salle Pleyel attire l'attention sur le jeune compositeur. De retour à Rome en 1937, il organise avec ses propres fonds des concerts de musique contemporaine, en collaboration avec le compositeur Goffredo Petrassi, où sont joués des œuvres de Stravinsky, Kodaly, Chostakovitch, Schoenberg, Hindemith, alors quasiment inconnus en Italie.
En 1940, il se réfugie en Suisse, où il épouse Dorothy-Kate Ramsden (1903-1978). Son activité artistique est intense, en tant que poète ou compositeur. Le pianiste Nikita Magaloff crée nombre de ses œuvres. En 1945, il retourne à nouveau à Rome. Il traverse à la fin des années 1940 une grande crise morale où il remet en question toutes ses compositions antérieures, et supporte mal la création de son Quatuor à cordes et de son oratorio La naissance du verbe à Paris en 1949 sous la direction de Roger Désormière. Pendant un internement en hôpital psychiatrique, il ne joue au piano qu'une seule note (un la bémol) dont il explore toutes les possibilités sonores avec les harmoniques provoquées par les vibrations par sympathie. Entre deux internements, il se rend à Paris et fait éditer par Guy Levis Mano ses recueils de poésie. Il fait la connaissance d'Henri Michaux, avec qui il se lie d'amitié.
Il fait alors plusieurs voyages en Orient, où il en découvre la spiritualité. Après de nombreux séjours en Europe, il se fixe définitivement à Rome, où il travaille de manière solitaire. Il se procure un des premiers instruments électroniques, l'ondioline, qui possède la capacité de faire des intervalles inférieurs au demi-ton. Incapable physiquement et psychologiquement de transcrire ses improvisations, il les enregistre sur bande magnétique et les confie à des copistes. Cette manière de procéder fit dire à de nombreux compositeurs et musicologues que Scelsi n'était pas l'auteur de ses œuvres. Ainsi se forme autour du créateur un cercle privé fait d'assistants et d'interprètes avec lesquels il collabore étroitement. Scelsi détruisit toutes ses œuvres antérieures, considérées comme trop académiques, et ne livre au public sa nouvelle esthétique qu'en 1961, avec la création à Paris des Quattro pezzi su una nota sola sous la direction de Maurice Le Roux. Cette œuvre pour orchestre, en quatre mouvements, chacun fondé sur une seule note, est l'exacte contemporaine d'Atmosphère de György Ligeti, qui exploite la microtonalité et la micropolyphonie.
Imprégné de culture orientale, Scelsi se voulait avant tout un messager, "un facteur" s'amusait-il à dire. Le message venant de plus haut. En outre, il refusait de se faire photographier.
Son œuvre et sa pensée musicale ont eu une grande influence sur les musiciens fondateurs de l'Itinéraire : Tristan Murail, Gérard Grisey, Michaël Levinas, que Scelsi a pu rencontrer lors de leur passage à la Villa Médicis au début des années 1970. Ceux-ci furent les promoteurs de son œuvre, qui connut au début des années 1980 une vaste diffusion en étant éditée chez Salabert. À leur suite, de nombreux compositeurs ont été influencés par sa pensée ou son écriture : Kaija Saariaho, Solange Ancona… En même temps, toute son œuvre poétique et littéraire était imprimée aux éditions « Le parole gelate » (« Les mots gelés »), à Rome. Dans ses dernières années, Scelsi se rendit autant que possible aux concerts où ses œuvres étaient jouées, le dernier étant à La Spezia, sa ville natale où il n'était plus revenu depuis l'enfance, le 1er avril 1988. Il perd connaissance le 8 août 1988, dernier signe de cet original qui signait ses partitions d'un trait surmonté d'un cercle.
Le musicologue et analyste Harry Halbreich, qu'il rencontre à de nombreuses reprises pendant les années 1970/1980, notamment chez lui à Rome, présente son œuvre intégrale pour chœur et orchestre symphonique enregistrée et réalisée à Cracovie entre 1988 et 1990 sur un triple CD, enregistré sous la direction de Jürg Wyttenbach : Aion, Pfhat, konx-Om-Pax, Anahit, Uaxuctum, Hurqualia, Hymnos, Chukrum.

## Œuvre (musique)
Giacinto Scelsi a écrit plus de 150 pièces musicales. Ses œuvres les plus marquantes sont postérieures à 1950. Elles se caractérisent par une focalisation sur le son, souvent monodique, ou sous forme de cluster instrumental ou vocal, jouant sur les micro-intervalles ou la granulation des articulations. C'est d'abord pour instrument seul que ses nouvelles idées prennent forme au cours des années 1950, en s'élargissant à de petites formations en musique de chambre et en délaissant petit à petit le piano, son instrument de prédilection jusqu'alors. Celui-ci était en effet peu approprié pour ses nouvelles recherches, demandant notamment la possibilité d'entretenir le son et de modifier son timbre. Avec les Quattro pezzi su una nota sola (1959), cette nouvelle conception de la musique et du son prend sa forme la plus aboutie. Chacune de ces quatre pièces est fondée sur une unique note jouée par un orchestre de chambre, se déclinant sur des temps et des attaques variées. On décèle une inspiration orientalisante comme dans Aion, quatre épisodes de la vie de Brahma (1961) et Konx-Om-Pax 1968 (trois termes voulant dire « paix » en assyrien, sanskrit et latin). Ses œuvres orchestrales de la maturité se caractérisent par l'utilisation prépondérante de cuivres et de percussion, même si les cordes, parfois, y jouent un rôle important.
L'authenticité de son œuvre – plus exactement des copies effectuées à partir de certaines de ses improvisations – a pu être mise en doute et parfois très vivement contestée après son décès. Le compositeur Vieri Tosatti a écrit à travers la presse qu'il était le véritable auteur de l'œuvre de Giacinto Scelsi, six mois après la mort du compositeur. S'il ne fait aucun doute que Tosatti a eu une collaboration étroite avec lui, on ne peut définir aujourd'hui avec précision quel était le degré de cette collaboration.
Giacinto Scelsi travaillait beaucoup avec les musiciens qui interprétaient ses œuvres. C'était une chose à laquelle il donnait une très grande importance. On peut notamment citer Michiko Hirayama (voix), Joëlle Léandre (contrebasse), Frances Marie Uitti (violoncelle), Jay Gottlieb (Piano).

### Œuvres principales
- Quatuor à cordes no 1 (1944)
- Manto I, II et III[1], pour alto (1957)
- Trilogie pour violoncelle seul - "Les trois âges de l’homme" : "Triphon, Dithome, Ygghur" (1957-1961/65)
- Quattro pezzi su una nota sola (1959)
- Suites pour piano (?)
- Tre Pezzi pour saxophone solo (1956)
- Hurqualia (1960)
- Aion (1961)
- Quatuor à cordes no 2 (1961)
- Quatuor à cordes no 3 (1963)
- Hymnos (1963)
- Chukrum (1963)
- Quatuor à cordes no 4 (1964)
- Anahit (1965)
- Uaxuctum (1966)
- Konx-Om-Pax (1969)
- Pranam II (1973)
- Pfhat (1974)
- Maknongan (1976)
- Quatuor à cordes no 5 (1985)

## Discographie, édition numérique
Dix opus de son édition Scelsi Edition, sont disponibles chez Mode Records.